# Митьковщина
Митьковщина (біл. Міцькаўшчына) — село (веска) в складі Оршанського району розташованого у Вітебській області Білорусі. Село входить до складу Андрєєвщинської сільської ради.
Село Митьковщина розташоване на півночі Білорусі, у південно-східній частині Вітебської області.